# Yves Pignot
 (octobre 2016).
Si vous disposez d'ouvrages ou d'articles de référence ou si vous connaissez des sites web de qualité traitant du thème abordé ici, merci de compléter l'article en donnant les références utiles à sa vérifiabilité et en les liant à la section « Notes et références ».
Pour les articles homonymes, voir Pignot.
Yves Pignot est un acteur et metteur en scène français né le 31 mars 1946 à Neuilly-sur-Seine.

## Biographie
Élève du Conservatoire national supérieur d'art dramatique dans la classe de Georges Chamarat, Yves Pignot joue le répertoire classique à la Comédie-Française sous la direction de J.-L. Thamin, Simon Eine, J.-P. Roussillon, M. Etcheverry, G. Strehler, T. Hands, R. Rouleau, M. Fagadau, J. Charon, J. Rosny, J. Destoop, et J.-L. Cochet.
On le retrouve ensuite dans de nombreuses salles parisiennes : Montparnasse, Petit Marigny, Théâtre de Paris, Atelier, Mathurins ainsi qu'au Théâtre de Boulogne-Billancourt où il a joué et mis en scène Marivaux, Feydeau, Goldoni, Diderot, Sacha Guitry... Il a été Rameau le fou (mise en scène Nicolas Briançon) au Théâtre 14.
Il a tourné dans de nombreux films tant pour la télévision (sous la direction de Claude Santelli, Pierre Cardinal, Jean Prat, Marion Sarraut, Jean Sagols, Pierre Boutron, Yves Rénier) que pour le cinéma (Anatole Litvak, Yves Robert, Claude Miller, Gérard Oury...)
Il fait partie de la distribution de La Fleur du mal de Claude Chabrol et de Fanfan la Tulipe de Gérard Krawczyk.
Il a dirigé l'École supérieure d'art dramatique de la Ville de Paris jusqu'en 2002.
Il enseigne à l'école d'art dramatique au QG dont il dirige la classe supérieure depuis 2008.
Marié avec Julie Ravix, comédienne, Pignot est père de Rachel Pignot, chanteuse (chansons des films Disney), de la comédienne Rosalie Symon et de Lise Pignot (rédactrice en chef).

## Théâtre

### Comédien
- 1968 : Homme pour homme de Bertolt Brecht, mise en scène Jean-Pierre Dougnac, Théâtre du Midi
- 1968 : Ruy Blas de Victor Hugo, mise en scène Raymond Rouleau, Comédie-Française
- 1970 : La vie que je t'ai donnée de Luigi Pirandello, mise en scène Pierre Franck, Théâtre des Mathurins
- 1971 : Le Testament du chien d'Ariano Suassuna, mise en scène Guy Lauzin, Théâtre national de l'Odéon
- 1972 : Le Remora de Serge Rezvani, mise en scène Michel Berto, Petit Odéon
- 1972 : Le Testament du chien d'Ariano Suassuna, mise en scène Guy Lauzin, Festival d'Avignon
- 1972 : La Grande Muraille de Max Frisch, mise en scène Jean-Pierre Miquel, Théâtre de l'Odéon
- 1973 : Le Médecin malgré lui de Molière, mise en scène Jean-Louis Thamin, Théâtre Graslin
- 1973 : L'Avare de Molière, mise en scène Jean-Paul Roussillon, Comédie-Française
- 1973 : Les Fourberies de Scapin de Molière, mise en scène Jacques Échantillon, Comédie-Française au Théâtre des Champs-Élysées
- 1973 : L'Île des esclaves de Marivaux, mise en scène Simon Eine, Comédie-Française au Théâtre des Champs-Élysées
- 1973 : Un fil à la patte de Georges Feydeau, mise en scène Jacques Charon, Comédie-Française
- 1973 : Dom Juan de Molière, mise en scène Antoine Bourseiller, Comédie-Française
- 1974 : Périclès de William Shakespeare, mise en scène Terry Hands, Comédie-Française
- 1974 : Ondine de Jean Giraudoux, mise en scène Raymond Rouleau, Comédie-Française
- 1974 : Le Bourgeois gentilhomme de Molière, mise en scène Jean-Louis Barrault, Comédie-Française
- 1974 : L'École des maris de Molière, mise en scène Jean Meyer, Comédie-Française au Théâtre Marigny
- 1974 : L'Impromptu de Marigny de Jean Poiret, mise en scène Jacques Charon, Comédie-Française
- 1975 : Les Fourberies de Scapin de Molière, mise en scène Jacques Échantillon, Comédie-Française tournée
- 1975 : La Célestine de Fernando de Rojas, mise en scène Marcel Maréchal, Comédie-Française au Théâtre Marigny
- 1975 : L'Île de la raison de Marivaux, mise en scène Jean-Louis Thamin, Comédie-Française au Théâtre Marigny
- 1975 : La Surprise de l'amour de Marivaux, mise en scène Simon Eine, Comédie-Française au Théâtre Marigny
- 1975 : La Jalousie du barbouillé de Molière, mise en scène Alain Pralon, Comédie-Française tournée
- 1976 : Hommage à Jean Cocteau, conception André Fraigneau, Comédie-Française
- 1976 : Dom Juan de Molière, mise en scène Antoine Bourseiller, Comédie-Française
- 1976 : Maître Puntila et son valet Matti de Bertolt Brecht, mise en scène Guy Rétoré, Comédie-Française au Théâtre Marigny
- 1976 : Cyrano de Bergerac de Edmond Rostand, mise en scène Jacques Charon, Comédie-Française
- 1976 : Iphigénie en Aulide de Racine, mise en scène Jacques Destoop, Comédie-Française
- 1976 : Lorenzaccio de Alfred de Musset, mise en scène Franco Zeffirelli, Comédie-Française
- 1977 : Le Malade imaginaire de Molière, mise en scène Jean-Laurent Cochet, Comédie-Française
- 1977 : Les Fourberies de Scapin de Molière, mise en scène Jacques Échantillon, Comédie-Française
- 1977 : Le Mariage de Figaro de Beaumarchais, mise en scène Jacques Rosner, Comédie-Française
- 1978 : La Trilogie de la villégiature de Carlo Goldoni, mise en scène Giorgio Strehler, Comédie-Française au Théâtre national de l'Odéon
- 1979 : La Trilogie de la villégiature de Carlo Goldoni, mise en scène Giorgio Strehler, Comédie-Française au Théâtre national de l'Odéon
- 1980 : Simul et singulis, Soirée littéraire consacrée au Tricentenaire de la Comédie-Française, mise en scène Jacques Destoop, Comédie-Française
- 1981 : Le Grain de sable de Jean-Pierre Bacri, mise en scène Jean-Pierre Bouvier, Théâtre des Mathurins
- 1982 : Sherlock Holmes de William Gillette d'après Arthur Conan Doyle, mise en scène Michel Fagadau, Théâtre de Boulogne-Billancourt
- 1983 : Si Guitry m'était chanté d'après Sacha Guitry, arrangements Gérard Calvi, direction musicale Monique Colonna, mise en scène Jean-Luc Tardieu, Comédie de Paris
- 1984 : La Mélodie des strapontins de Pierre Tchernia, lyrics Jacques Mareuil, musique et direction musicale Gérard Calvi, mise en scène Jean-Luc Tardieu, Théâtre Graslin, Opéra de Rennes, Caen, Orléans, Tours, Angers
- 1985 : Othello de William Shakespeare, mise en scène Jean-Paul Lucet, Théâtre des Célestins
- 1986 : Brummell à Caen de Bernard Da Costa, mise en scène Paul-Émile Deiber, Théâtre de Boulogne-Billancourt
- 1986 : La Maison du lac d'Ernest Thompson, mise en scène Raymond Gérôme, Théâtre Montparnasse
- 1990 : Le Bourgeois gentilhomme de Molière, mise en scène Armand Delcampe, Atelier Théâtre Jean Vilar à Louvain-la-Neuve
- 1993 : Les Acrobates de Tom Stoppard, mise en scène Jean-François Prévand, Théâtre Tristan Bernard
- 1994 : Célimare le bien-aimé d'Eugène Labiche, mise en scène Jean-Louis Thamin, CADO, Théâtre de Bourg-en-Bresse, Théâtre du Port de la lune
- 1997 : Dimanche prochain de Pierre Charras, mise en scène Gérard Maro, Théâtre de l'Œuvre
- 1998 : Jacques et son maître de Milan Kundera, mise en scène Nicolas Briançon, Théâtre de la Madeleine, Théâtre Hébertot
- 2000 : Jeffrey Bernard est souffrant de Keith Waterhouse, mise en scène Jean-Michel Ribes, Théâtre Fontaine
- 2002 : Hugo, Les Tables tournantes de Jean-Marie Galey, mise en scène de l'auteur, Théâtre Molière[Lequel ?]
- 2002 : Rameau le fou d'après Denis Diderot, mise en scène Nicolas Briançon, Théâtre 14 Jean-Marie Serreau
- 2003 : ... Comme en 14 ! de Dany Laurent, mise en scène Yves Pignot, Pépinière Opéra, Théâtre Montparnasse, Théâtre 13
- 2004 : Le Jardin aux betteraves de Roland Dubillard, mise en scène Jean-Michel Ribes, Théâtre du Rond-Point, Théâtre national de Nice, La Criée, tournée
- 2005 : Le Malade imaginaire de Molière, mise en scène Nicolas Briançon, Théâtre 14 Jean-Marie Serreau
- 2005, 2006, 2007, 2008 : La Rive Gauche en chantant d'Emmanuel Depoix et Yves Pignot, mise en scène des auteurs, Théâtre Essaïon
- 2006 : C'est fini la mer d'Emmanuel Depoix, mise en scène de l'auteur
- 2007 : Chants d’adieu d'Oriza Hirata, mise en scène Laurent Gutmann, Théâtre de l'Est parisien
- 2008 : Sniper avenue de Sonia Ristic, mise en scène Magali Léris, Studio Casanova Théâtre des Quartiers d'Ivry
- 2008 : Jacques et son maître de Milan Kundera, mise en scène Nicolas Briançon, Théâtre 14 Jean-Marie Serreau
- 2009 : Bon Anniversaire, mise en scène Thierry Harcourt, pour les 60 ans du Festival d'Anjou
- 2009 : La Nuit des rois de William Shakespeare, mise en scène Nicolas Briançon, Festival d'Anjou, Théâtre Comédia
- 2011 : Le Songe d'une nuit d'été de William Shakespeare, mise en scène Nicolas Briançon, Festival d'Anjou, Théâtre de la Porte-Saint-Martin
- 2012 : Jacques et son maître de Milan Kundera, mise en scène Nicolas Briançon, Pépinière Théâtre
- 2015 : La Colère du Tigre de Philippe Madral, mise en scène Christophe Lidon, tournée
- 2023 : Le Père de Florian Zeller, mise en scène Alain Leempoel, Théâtre Le Public, Bruxelles

### Metteur en scène
- 1985 : La comédie musicale des Schtroumpfs de Peyo, Le Zénith Paris - La Villette
- 1986 - Frédéric et Voltaire[1]de Bernard Da Costa , Théâtre Montparnasse
- 1998 : Mère Courage et ses enfants de Bertolt Brecht, Théâtre de l'Ouest parisien
- 2003 : … Comme en 14 ! de Dany Laurent, Théâtre 13
- 2004 : Et en plus, c'est vrai ! de Frédéric Martin, Théâtre des Mathurins
- 2004 : La femme qui frappe de Victor Haïm, Théâtre Essaïon
- 2005, 2006, 2007, 2008 : La Rive Gauche en chantant d'Emmanuel Depoix et Yves Pignot, mise en scène des auteurs, Théâtre Essaïon
- 2005 : Napoléon et… Jean-Victor de Soizik Moreau, Théâtre Comedia
- 2008 : La Journée des dupes de Jacques Rampal, Théâtre 14 Jean-Marie Serreau
- 2008 : Les Vacances de Josepha de Dany Laurent, Théâtre Rive Gauche
- 2008 : Le Vol de Kitty Hawk de Georges Dupuis, Théâtre 13
- 2013 : Dans le regard de Louise de et avec Georges Dupuis et Bérengère Dautun, Théâtre Le Ranelagh
- 2014 : Angèle de Marcel Pagnol, Centre national de création d'Orléans
- 2019 : Comme en 14 de Dany Laurent, théâtre La Bruyère

## Filmographie

### Cinéma

#### Longs métrages
- 1969 : Clérambard de Yves Robert : Chauvieux
- 1970 : La Dame dans l'auto avec des lunettes et un fusil d'Anatole Litvak : Baptistin
- 1970 : Peau d'âne de Jacques Demy
- 1973 : Elle court, elle court la banlieue de Gérard Pirès : Le chauffeur du bus
- 1975 : Cours après moi que je t'attrape de Robert Pouret : L'homme du couple à la chambre
- 1976 : La Grande Récré de Claude Pierson : L'instituteur
- 1977 : Pour Clémence de Charles Belmont : Un vendeur au marché
- 1978 : Vas-y maman de Nicole De Buron
- 1980 : Voulez-vous un bébé Nobel ? de Robert Pouret : Le bourgeois
- 1981 : Beau-père de Bertrand Blier
- 1981 : Garde à vue de Claude Miller : Un policier
- 1981 : Le Professionnel de Georges Lautner : Un agent des services secrets #4
- 1982 : L'As des as de Gérard Oury : Lucien
- 1986 : L'État de grâce de Jacques Rouffio : Eric Buppon
- 1995 : L'Amour conjugal de Benoît Barbier : Bleuzet
- 1996 : Passage à l'acte de Francis Girod
- 1996 : Bernie d'Albert Dupontel : Le directeur de l'orphelinat
- 1997 : Le Déménagement d'Olivier Doran : L'automobiliste pressé
- 1999 : Le Créateur d'Albert Dupontel : Le père
- 2003 : La Fleur du mal de Claude Chabrol : Pierre Vasseur
- 2003 : Quand tu descendras du ciel d'Éric Guirado : Le maire
- 2003 : Fanfan la Tulipe de Gérard Krawczyk : Guillaume
- 2006 : Enfermés dehors d'Albert Dupontel : L'épicier
- 2006 : Écoute le temps de Alanté Kavaïté : Le patron du garage
- 2008 : Cortex, de Nicolas Boukhrief : Loïc Trehouet
- 2008 : Musée haut, musée bas de Jean-Michel Ribes : Le caissier du grand hall
- 2009 : La Horde de Yannick Dahan et Benjamin Rocher : René
- 2011 : L'Élève Ducobu de Philippe de Chauveron : Le ministre de l'éducation
- 2012 : En pays cannibale d'Alexandre Villeret : Mon adjudant
- 2013 : Les Profs de Pierre-François Martin-Laval : Le gardien du lycée
- 2013 : Les Jeux des nuages et de la pluie de Benjamin de Lajarte : Le directeur du théâtre
- 2013 : Fonzy d'Isabelle Doval : Le patron du bar
- 2014 : Terre battue de Stéphane Demoustier : Le directeur du magasin d'outils
- 2016 : La Supplication de Pol Cruchten : Le portier (voix)
- 2017 : Épouse-moi mon pote de Tarek Boudali : Le maire
- 2017 : Knock de Lorraine Lévy : Le maire
- 2020 : Adieu les cons d'Albert Dupontel : Le fleuriste

#### Courts métrages
- 2000 : Le Cadavre qui voulait pas qu'on l'enterre de Jean-Christophe Lebert
- 2002 : Trouville de Marc Andréoni
- 2009 : L'Année de l'Algérie de May Bouhada : Caretaker

### Télévision
- 1971 : Le Malade imaginaire de Claude Santelli (Téléfilm) : Thomas Diafoirus
- 1973 : La Gageure imprévue de François Gir (Téléfilm) : Lafleur
- 1973 : Petite flamme dans la tourmente de Michel Wyn (Téléfilm) : Un assistant
- 1974 : L'avare de René Lucot (Téléfilm) : Brindavoine
- 1974 : La cloche tibétaine (Série TV) : Le lieutenant
- 1975 : Ondine de Raymond Rouleau (Téléfilm) : Le gardien des porcs
- 1976 : Le silence des armes de Jean Prat (Téléfilm) : Le curé
- 1976 : La vie de Marianne (Série TV) : Villet
- 1977 : Bonsoir chef (Série TV) : Seguin
- 1978 : Le Franc-tireur de Maurice Failevic (Téléfilm) : Daniel
- 1979 : Le Triomphe de l'amour de Marivaux, réalisation Édouard Logereau, (Comédie-Française)
- 1981 : Au théâtre ce soir : La Cruche de Georges Courteline et Pierre Wolff, mise en scène Robert Manuel, réalisation Pierre Sabbagh, Théâtre Marigny
- 1984 : Jacques le fataliste et son maître de Claude Santelli
- 1987 : Hercule aux pieds d'Omphale dans la Série rose de Michel Boisrond
- 1992 : Mademoiselle Fifi ou Histoire de rire, téléfilm de Claude Santelli : le curé de Cleresville
- 1993 : Une femme sans histoire d'Alain Tasma
- 1994 : Des enfants dans les arbres de Pierre Boutron
- 1998 : Marceeel! d'Agnès Delarive
- 1998 : Deux mamans pour Noël de Paul Gueu
- 1998 : Un flic presque parfait de Marc Angelo
- 1999 : Le cocu magnifique de Pierre Boutron
- 2000 : Un homme en colère (1 épisode)
- 2000 : Julien l'apprenti de Jacques Otmezguine
- 2000 : Le Coup du lapin de Didier Grousset
- 2000 : La Canne de mon père de Jacques Renard
- 2001 : Une femme d'honneur (1 épisode)
- 2001 : Agathe et le grand magasin de Bertrand Arthuys
- 2003 : L'Affaire Dominici de Pierre Boutron
- 2003 : Fargas (1 épisode)
- 2004 : L'Insaisissable d'Élisabeth Rappeneau
- 2005 : Le Temps meurtrier de Philippe Monnier
- 2008 : Braquage en famille de Pierre Boutron
- 2008 : Chez Maupassant : La chambre 11
- 2008 : SOS 18 (1 épisode)
- 2009 : La mort n'oublie personne de Laurent Heynemann : Camblain
- 2010 : L'Homme sans nom de Sylvain Monod
- 2011 : Les Petits Meurtres d'Agatha Christie d'Éric Woreth (épisode 8, Le flux et le reflux) : Capitaine Delarive
- 2011 : Rani d'Arnaud Sélignac
- 2012 : Les Hommes de l'ombre (série) de Frédéric Tellier : Robert Palissy
- Depuis 2012 : En famille (série) : Jacques Le Kervelec
- 2012 : La smala s'en mêle de Didier Grousset
- 2013 : Le Goût du partage de Sandrine Cohen et Catherine Cohen
- 2013 : La Disparue du Pyla de Didier Albert : Jean-Pierre Gance
- 2014 : Les Hommes de l'ombre (saison 2) de Jean-Marc Brondolo
- 2016 : Les Hommes de l'ombre (saison 3) de Fred Garson
- 2017 : Souviens-toi de Pierre Aknine
- 2018 : Mystère à la Sorbonne de Léa Fazer (Téléfilm) : Doyen Charles-Henri Rebatteux
- 2019 : Itinéraire d'une maman braqueuse d'Alexandre Castagnetti (Téléfilm) : L'ancient amant d'Ariane
- 2019: En famille : Un si joyeux Noël de Christelle Raynal : Jaques Le Kervelec
- 2023 : Alphonse de Nicolas Bedos (série Prime Vidéo) : Gaston Bragnier
- 2025 : Anaon de David Hourrègue : Claude Seignolle

## Doublage

### Cinéma
- 1994 : Astérix et les Indiens : le centurion Caius Faipalgugus
- 2004 : Mar adentro d'Alejandro Amenábar : père Francisco (Josep Maria Pou)

### Télévision
- 2005-2006 : À la Maison-Blanche d'Aaron Sorkin : Barry Goodwin (John Aylward)

## Distinctions
- 2010 : nomination pour le Molière du comédien dans un second rôle pour La Nuit des rois